# Nathan Charles
Pour les articles homonymes, voir Charles.
Pas d'image ? Cliquez ici

a Compétitions nationales et continentales officielles uniquement.

b Matchs officiels uniquement.
Dernière mise à jour le 24 juillet 2019.
Nathan Charles, né le 9 janvier 1989 à Sydney (Australie), est un joueur international australien de rugby à XV qui évolue au poste de talonneur, et a joué en équipe d'Australie en 2014.

## Biographie
Nathan Charles est atteint de la Mucoviscidose, et il serait le seul joueur professionnel d'un sport de contact avec cette maladie.

## Carrière

### En club
Nathan Charles commence sa carrière professionnelle en 2010 avec la franchise Western Force en Super 15, où il évolue jusqu'en 2017, à l’exception d'une courte pige en Aviva Premiership en 2011 avec Gloucester.
Le 28 septembre 2016, il s'engage pour trois mois à l'ASM Clermont Auvergne en tant que joker médical de John Ulugia (victime d’une entorse du ligament latérale interne du genou). Il dispute son premier match avec son nouveau club le 10 octobre face au Stade toulousain. Il reste demeure au club jusqu'au mois de décembre, où son contrat se termine lorsqu'Ulugia peut reprendre la compétition.
En mars 2017, il rejoint le club de Bath Rugby en Aviva Premiership jusqu'à la fin de saison, afin de compenser les blessures de nombreux talonneurs de  l'équipe. Il prolonge ensuite son contrat jusqu'à la fin du mois d'octobre 2017. En novembre 2017, il signe un contrat de courte durée avec les Wasps, avant de revenir un mois plus tard à Bath où il finit la saison,. Il n'est pas conservé à l'issue de la saison 2017-2018.
En mai 2018, il retourne en Australie et rejoint les Melbourne Rebels en Super Rugby en cours de saison afin de compenser la blessure de Jordan Uelese.
En août 2018, il met un terme à sa carrière professionnelle.

### En équipe nationale
Il a tout d'abord été sélectionné avec les l'équipe d'Australie des moins de 20 ans pour les championnats du monde juniors 2008 et 2009.
En octobre 2010, il a été invité à rejoindre le groupe des Wallabies mais ne dispute pas le moindre match.
Il obtient finalement sa première cape internationale le 14 juin 2014 à l’occasion d’un test-match contre l'équipe de France à Melbourne.

## Palmarès

### En équipe nationale
Au 30 avril 2018, Nathan Charles compte 4 sélections avec les Wallabies.
Parmi ces sélections, il compte deux sélections en Rugby Championship  où il participe à une édition, en 2014.